# Calders
Calders település Spanyolországban, Barcelona tartományban. Lakosainak száma 1114 fő (2024).

## Földrajza
Calders Artés, Avinyó, Moià, Monistrol de Calders, Talamanca és Navarcles községekkel határos.

## Népesség
A település lakosságának változását az alábbi diagram mutatja:
| Lakosok száma | 457  | 1683 | 839  | 661  | 482  | 803  | 899  | 949  | 970  | 1114 |
|               | 1717 | 1887 | 1936 | 1960 | 1986 | 2004 | 2009 | 2014 | 2019 | 2024 |